# Remetekolostor
Remetekolostor románul: Valea Mănăstirii, falu Romániában, Erdélyben, Fehér megyében.

## Fekvése
Remete közelében fekvő település.

## Története
Remetekolostor korábban Remete része volt, 1956 körül vált külön 156 lakossal.
1966-ban 129 román lakosa volt,  1977-ben 170 lakosából 169 román volt. 1992-ben 158, 2002-ben 172 román lakosa volt.

## Nevezetességek
- Remetei kolostor - A 14. század végén alapították. Benne értékes falfestmények maradtak fenn.
- Remetei szoros - Természetvédelmi terület a kolostor közelében.